# Porter Goss

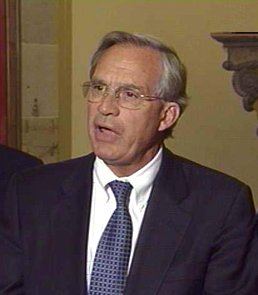
Porter J. Goss

Porter Johnston Goss (* 26. November 1938 in Waterbury, Connecticut) ist ein US-amerikanischer Politiker (Republikanische Partei). Er fungierte von 2004 bis 2006 als 19. Director of Central Intelligence; zuvor war er seit 1989 Mitglied des US-Repräsentantenhauses und vertrat dort den 14. Bezirk Floridas.

## Leben
Goss studierte an der Yale University und machte dort 1960 seinen Abschluss in Altphilologie. Er diente von 1960 bis 1962 in der United States Army im Bereich Aufklärung; danach arbeitete er von 1962 bis 1972 bei der CIA. Etwa zehn Jahre lang soll er als Undercover Agent bei der CIA tätig gewesen sein, u. a. auch in Europa und Lateinamerika. Nach eigenen Angaben war er während der Kubakrise 1962 in Miami stationiert. Angeblich war er bei der bekanntesten Division der CIA, der Directorate of Operations. In Haiti arbeitete er mit dem Nachrichtendienst des Diktators Papa Doc Duvalier und in Nicaragua mit Diktator Anastasio Somoza Debayle zusammen.
Goss spricht neben Englisch auch Französisch und Spanisch.
Nach einer lebensgefährlichen Infektion mit Staphylokokken ging er Anfang der 1970er Jahre auf der Insel mit gleichnamiger Ortschaft Sanibel südlich von Fort Myers/Ost-Florida in Pension, nachdem er in einem Hotelzimmer in Washington, D.C. bewusstlos zusammengebrochen war.Beleg? Anschließend war er Geschäftsmann und Investor. Er lebte 30 Jahre in Sanibel. Goss gründete dort mit zwei ehemaligen Kollegen die Wochenzeitung Island Reporter. Im Dezember 1974 gewann er die Wahl zum Bürgermeister und war bis 1982 Mitglied des Stadtrates von Sanibel. Von 1983 bis 1988 war er Commissioner des Lee County.
Er wurde für den 13. und später für den 14. Kongresswahlbezirk von Florida als Abgeordneter der Republikaner in das Repräsentantenhaus gewählt und gehörte dem Kongress vom 3. Januar 1989 bis zu seinem Rücktritt am 23. September 2004 an. Goss war ab 1997 Vorsitzender des Geheimdienstausschusses (Permanent Select Committee on Intelligence) sowie Vizevorsitzender des House Rules Committee.
Am 11. September 2001 saß er zum Zeitpunkt der Anschläge auf das World Trade Center im Kapitol mit Senator Bob Graham und dem pakistanischen Geheimdienstchef General Mahmoud Ahmad beim Frühstück zusammen. Der General wurde später als möglicher Al-Qaida-Sympathisant entlassen. Gemeinsam mit Bob Graham fungierte Goss im Jahre 2002 als Vorsitzender des Untersuchungsausschusses des Senats über die Arbeit der Geheimdienste vor und nach dem 11. September. Beide hatten eine solche Untersuchung zuvor abgelehnt. Am 10. August 2004 wurde Goss von Präsident George W. Bush als Nachfolger von George Tenet zum Direktor der CIA nominiert.
In Michael Moores Film „Fahrenheit 9/11“ wird Goss als Befürworter des USA PATRIOT Act herausgestellt. Zusätzlich veröffentlichte Moore eine aus der Kino-Fassung seines Filmes herausgelassene Interview-Szene aus dem März 2004, in dem Goss mit Blick auf seine Jahrzehnte zurückliegende Karriere als aktiver Agent sagt, dass er wegen mangelnder Arabisch- und Computer-Kenntnisse für diesen Job heute nicht mehr qualifiziert sei. Am 5. Mai 2006 trat er von diesem Posten ohne Nennung von Gründen zurück. Ein Nachfolger war zum Zeitpunkt seines Rücktritts nicht bekannt. Am 30. Mai wurde schließlich Michael V. Hayden als Nachfolger eingesetzt.
Er verbringt seine Sommer auf der Fishers Island (New York) und führt den Biobauernhof Retreat Farm in Virginia.